# James Gallagher (Musiker)
James Gallagher ist ein US-amerikanischer Rockabilly-Sänger, der in den 1950er Jahren bei verschiedenen Plattenlabel Singles veröffentlichte.

## Leben
Geboren als Rubon T. Golligher, machte er seine erste Aufnahmen bei den Starday Records, die unveröffentlicht blieben. 1956 erschien als „James Gallagher“ seine erste Single Crazy Chicken bei den Decca Records. Bei den B&G Records in Lexington, Kentucky spielte er weitere Platten ein. Bis in die 1960er Jahre hinein veröffentlichte Gallagher unter verschiedenen Pseudonymen weiterhin Platten, geriet in den nächsten Jahren aber aus dem Musikgeschäft.

## Diskographie
| 1956                    | Crazy Chicken / Just For You                                                                      | Decca 9-29984    |
| 1959                    | Ford and Shaker / Are You The One                                                                 | B&G 45-222       |
| 1959                    | Crazy Legs / Steady Flame                                                                         | Dixie 45-2023    |
| 1960                    | Crazy ‘Bout You / Heartaches Teardrops and Sorrows                                                | B&G 223          |
| 1966                    | No Parking Here / Loaded Again                                                                    | Hickory *        |
| 1968                    | On This Lonely Street / Welcome Home Darlin‘                                                      | Dearborn *       |
| 196?                    | Tennie Bopper / Foolish Pride                                                                     | Dearborn D-596 * |
| Unveröffentlichte Titel |                                                                                                   |                  |
|                         | - Crazy Chicken Stomp - Crazy Legs (alt. Version) - Steady Flame (alt. Version) - Tell Her For Me | B&G Records      |

* unter dem Pseudonym Rube Gallagher